# Ante Oculos
Ante Oculos (vertaling: voor ogen)  is een studioalbum van Ron Boots. Het verscheen relatief snel na voorganger La caída de hormigón (Forgotten rooms is een tussendoortje). De stijl van de twee albums verschilt echter hemelsbreed. La caída is een album waarvan de basis lijkt liggen bij Klaus Schulze, Ante Oculos ligt dichter bij Boots’ andere muziek. Het thema van La caída was verval en met Ante Oculos keek Boots naar de (toen) nabije toekomst. Boots zag de bedreigingen in 2012 en dan met name de dreiging vanuit het 2012-fenomeen maar ook de toenemende xenofobie. Boots zag het liever positief in met de Arabische Lente en zijn eigen motto: "Humanity is embraced by the cosmic winds and carried passed the slopes of time".  
Het album is opgenomen in de eigen geluidsstudio Dreamscape van Boots (genoemd naar een 1990-album van Boots).

## Musici
- Ron Boots – synthesizers en elektronica
- Jamie O’Callaghan – viool (toen woonachtig/werkzaam in Eindhoven) (3)
- Frank Dorittke – gitaar (6)

## Muziek
| Nr. | Titel                                      | Duur |
| --- | ------------------------------------------ | ---- |
| 1.  | Ad Temporum sidelines                      |      |
| 2.  | Xenophobes and other weirdos!              |      |
| 3.  | Ante Oculos                                |      |
| 4.  | Can we predict? (part I)                   |      |
| 5.  | Can we predict? (part II)                  |      |
| 6.  | The sorrow remains of things that past     |      |
| 7.  | Sole Novum (wordt niet vermeld op de hoes) |      |